# 日本女子プロサッカーリーグ (法人)
公益社団法人日本女子プロサッカーリーグ（にほんじょしプロサッカーリーグ）は、日本のプロ女子サッカーリーグである日本女子プロサッカーリーグ（WEリーグ）の管理運営などを主な目的とする団体である。
以下においては、運営組織（法人）については「日本女子プロサッカーリーグ」の、法人により運営されるリーグそのものについては「WEリーグ」の表記を用いる。

## 概要
日本女子プロサッカーリーグは日本サッカー協会の下で2020年に設立された。
「日本の女子サッカーの水準の向上および女子サッカーの普及を図ることにより、国民に対して豊かなスポ－ツ文化の振興と心身の健全な発達に寄与する」を主要な事業内容と定めている。
2021年7月1日に、一般社団法人から公益社団法人へ移行した。
2023年6月26日、本社オフィスを日本サッカー協会ビルから渋谷スクランブルスクエアに移転した。日本サッカー協会の新しい事務所が入るトヨタ東京ビルのオフィスとの2拠点体制となる。

## 会員
正会員
WEリーグに参加するクラブの運営法人、および日本女子プロサッカーリーグの理事長（チェア)。

## 役員
以下は、2024年9月26日現在の役員一覧。
特記なき場合、「（公社）Jリーグ」は「公益社団法人日本プロサッカーリーグ」を、「（株）Jリーグ」は「株式会社Jリーグ」を指す。また常勤と明記された理事以外はすべて非常勤。
| 役職             | 名前       | 現職 |
| ---------------- | ---------- | --- |
| 理事長（チェア） | 野々村芳和 | （公財）日本サッカー協会 副会長、（公社）Jリーグ 理事長 |
| 副理事長         | 宮本恒靖   | （公財）日本サッカー協会 会長、（公社）Jリーグ 理事、他 |
| 専務理事（常勤） | 安達健     | （公財）日本サッカー協会 47FA・加盟団体・普及推進部 副部長 |
| 理事             | 海堀あゆみ | （公社）日本女子プロサッカーリーグ コミュニティオーガナイザー、一般社団法人日本女子サッカーリーグ 理事 |
| 理事             | 窪田慎二   | （公社）Jリーグ 執行理事、一般社団法人日本女子サッカーリーグ 理事、一般社団法人日本トップリーグ連携機構 理事 |
| 理事             | 村松邦子   | （株）ウェルネス・システム研究所代表取締役、（公社）日本女子プロサッカーリーグ 理事、特定非営利活動法人日本ブラインドサッカー協会 理事、公益社団法人ジャパン・プロフェッショナル・バスケットボールリーグ（Bリーグ） 理事 |
| 理事             | 大滝麻未   | 一般社団法人なでしこケア 事務局長 |
| 理事             | 森本讓二   | 東京ヴェルディ株式会社 代表取締役副社長 |
| 理事             | 山本英明   | 株式会社アルビレックス新潟レディース 代表取締役社長 |
| 監事             | 大塚則子   | 大塚則子公認会計士事務所 代表、（公社）日本女子プロサッカーリーグ 監事 |
| 監事             | 福田雅     | 公認会計士、（公財）日本サッカー協会 監事、東京ユナイテッドグループ パートナー |

| 代数  | 名前       | 任期                  |
| ----- | ---------- | --------------------- |
| 初代  | 岡島喜久子 | 2020年7月 - 2022年9月 |
| 第2代 | 髙田春奈   | 2022年9月 - 2024年9月 |
| 第3代 | 野々村芳和 | 2024年9月 -           |